# Penco (ort)
Penco är en ort i Chile.   Den ligger i provinsen Provincia de Concepción och regionen Región del Biobío, i den södra delen av landet, 400 km sydväst om huvudstaden Santiago de Chile. Penco ligger 24 meter över havet och antalet invånare är 46 091.
Terrängen runt Penco är kuperad österut, men åt sydväst är den platt. Havet är nära Penco åt nordväst. Runt Penco är det ganska tätbefolkat, med 248 invånare per kvadratkilometer.. Närmaste större samhälle är Concepción, 10,7 km sydväst om Penco. 
I omgivningarna runt Penco växer i huvudsak städsegrön lövskog.